# Episphenus annamensis
Episphenus annamensis là một loài bọ cánh cứng trong họ Passalidae. Loài này được Gravely miêu tả khoa học năm 1919.